# 近畿東海矯正歯科学会
近畿東海矯正歯科学会（きんきとうかいきょうせいしかがっかい）とは、近畿・東海地方における歯科矯正学を中心とした学問を取り扱う専門学術団体の一つである。日本矯正歯科学会の近畿・東海地区協力学会。

## 概要
1958年に設立される。会員数1,020名。2011年現在会長は嘉ノ海龍三。

## 本部事務局
- 〒170-0003　東京都豊島区駒込1-43-9 駒込TSビル3F（一財）口腔保健協会内

## 学会誌
- 『近畿東海矯正歯科学会雑誌』年1回発刊. ISSN 0386-5207